# Junta Suprema Central

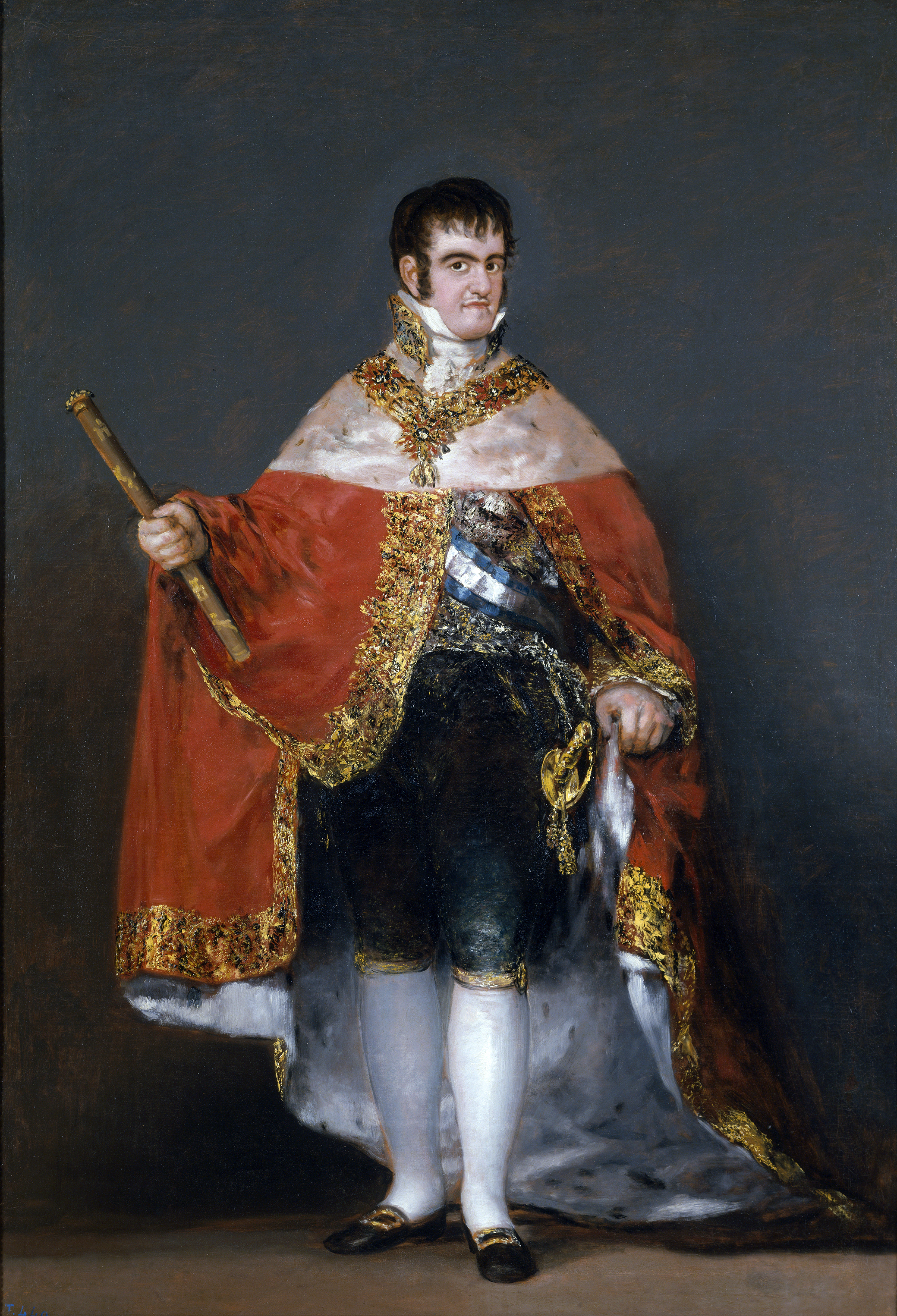
Fernando VII. Museo del Prado. Francisco de Goya. 1815.

La Junta Central Suprema y Gubernativa del Reino, constituida el 25 de septiembre de 1808 en Aranjuez, fue un órgano que ejerció los poderes ejecutivo y legislativo españoles durante la ocupación napoleónica de España. Se componía de representantes de las juntas que se habían formado en las provincias españolas. Se trasladó a Sevilla en diciembre de 1808 y a la Real Isla de León en enero de 1810.
La Junta Suprema Central se disolvió y se creó el Consejo de Regencia de España e Indias en 1810, que organizó las Cortes. El 24 de septiembre de 1810 se celebró la primera sesión de las Cortes en la Isla de León. A partir del 24 de febrero de 1811 se reunieron en Cádiz. Las Cortes de Cádiz redactaron la primera constitución de España el 19 de marzo de 1812. En octubre de 1813 hubo un nuevo traslado a la Isla de León y, en enero de 1814, a Madrid.

## Invasión napoleónica
En virtud del Tratado de Fontainebleau de 1807, para invadir Portugal y repartirlo entre Francia y España, las tropas francesas atravesaron la península ibérica. Una vez sometida Portugal, las tropas francesas continuaron entrando en España, pero en lugar de continuar transitando hacia Portugal fueron ocupando, sin ningún respaldo del Tratado, diversas localidades, como Burgos, Salamanca, Pamplona, San Sebastián, Barcelona o Figueras. El total de soldados franceses acantonados en España ascendía a unos 65 000, que controlaban no solo las comunicaciones con Portugal, sino también con Madrid y la frontera francesa.
Algunos autores no descartan la idea de un tratado oculto, del que no hay prueba alguna, por el que Manuel Godoy ya conocería que, según los planes del emperador, 100 000 soldados franceses ocuparían España. Esta ocupación «amistosa», no obstante, terminó por alarmar al propio Godoy. En marzo de 1808, temiéndose lo peor, la familia real se retiró a la localidad de Aranjuez para, en caso de necesidad, seguir camino hacia el sur, hacia Sevilla, después hacia Cádiz y, finalmente, embarcarse para América, como ya había hecho la familia real portuguesa.
El 17 de marzo de 1808 se produjo el Motín de Aranjuez, que provocó la caída de Godoy, la abdicación de Carlos IV y la subida al trono de Fernando VII. Madrid fue ocupada por las tropas francesas del mariscal Murat el 23 de marzo, que fue recibido por Fernando como aliado, confiando todavía en que Napoleón cumpliría el Tratado de Fontainebleau.
Pero el emperador ya había advertido que en España existía un claro vacío de poder político, pues tanto Carlos como Fernando acudían a él para pedir apoyo a sus respectivas pretensiones, a lo que hay que añadir la ventaja militar que le otorgaba la ocupación de numerosas plazas españolas por las tropas imperiales y la salida de las tropas españolas hacia Portugal. Tras convocar a padre e hijo a Bayona, adonde llegó Fernando el 20 de abril (dejando en Madrid como su representante a una Junta de Gobierno), y sus padres, Carlos IV y María Luisa de Parma, el 30 de abril, obtuvo de ellos la abdicación a su favor, el 5 de mayo de 1808, tras lo cual cedió la Corona a su hermano José I Bonaparte. Posteriormente, Fernando VII y su padre Carlos IV fueron retenidos por Napoleón y, posteriormente, llevados al Castillo de Valençay.

## Levantamiento en España
El 2 de mayo de 1808 tuvo lugar un levantamiento popular y militar en Madrid contra los militares franceses, que se saldó con unos fusilamientos masivos por parte de las tropas napoleónicas. En este contexto revolucionario, surgieron entre mayo y junio juntas en muchas capitales de provincia de España, cada una con sus ejércitos, sus depósitos y sus finanzas.
El afrancesamiento del Consejo de Castilla, que aceptó en primer momento el mandato de Napoleón, provocó conflictos ideológicos con las juntas, cuyo poder aumentaba parejo al apoyo del pueblo, hasta que, finalmente, debió resignarse a que fueran estas, más numerosas, las que lograran la soberanía.

### Junta de Asturias
El pueblo de Asturias se sublevó contra Murat. Los principales líderes en esta región fueron Joaquín de Navia-Osorio y Miranda, marqués de Santa Cruz de Marcenado, Manuel de Miranda y Ramón de Llano Ponte, canónigo. El 24 de mayo se constituyó la Junta General del Principado de Asturias en Oviedo, con el marqués de Santa Cruz de Marcenado como presidente. El día 25 la Junta declaró la guerra a Napoleón. Esta Junta creó una comisión para solicitar apoyo de Inglaterra, en la que estuvieron Andrés Ángel de la Vega Infanzón y José María Queipo de Llano Ruiz de Saravia. Salieron en barco desde Gijón el 30 de mayo y el 12 de junio, en Londres, el ministro de Exteriores, George Canning, aseguró su apoyo por escrito. Inglaterra mandó a Asturias al mayor general sir Thomas Dyer, con otros dos oficiales, para ayudar a la resistencia española.

### Junta de Valencia
El 23 de mayo el pueblo de Valencia se rebeló contra los franceses. El 25 de mayo se creó la Junta Suprema de Valencia, presidida por el capitán general, el conde de la Conquista.

### Junta de Galicia
El 30 de mayo se constituyó la Junta Suprema del Reino de Galicia, en La Coruña, que envió a Asturias a comunicar el alzamiento a Francisco Bermúdez de Castro e Sangro. Inglaterra mandó a La Coruña al diplomático Charles Stuart.

### Junta de Sevilla

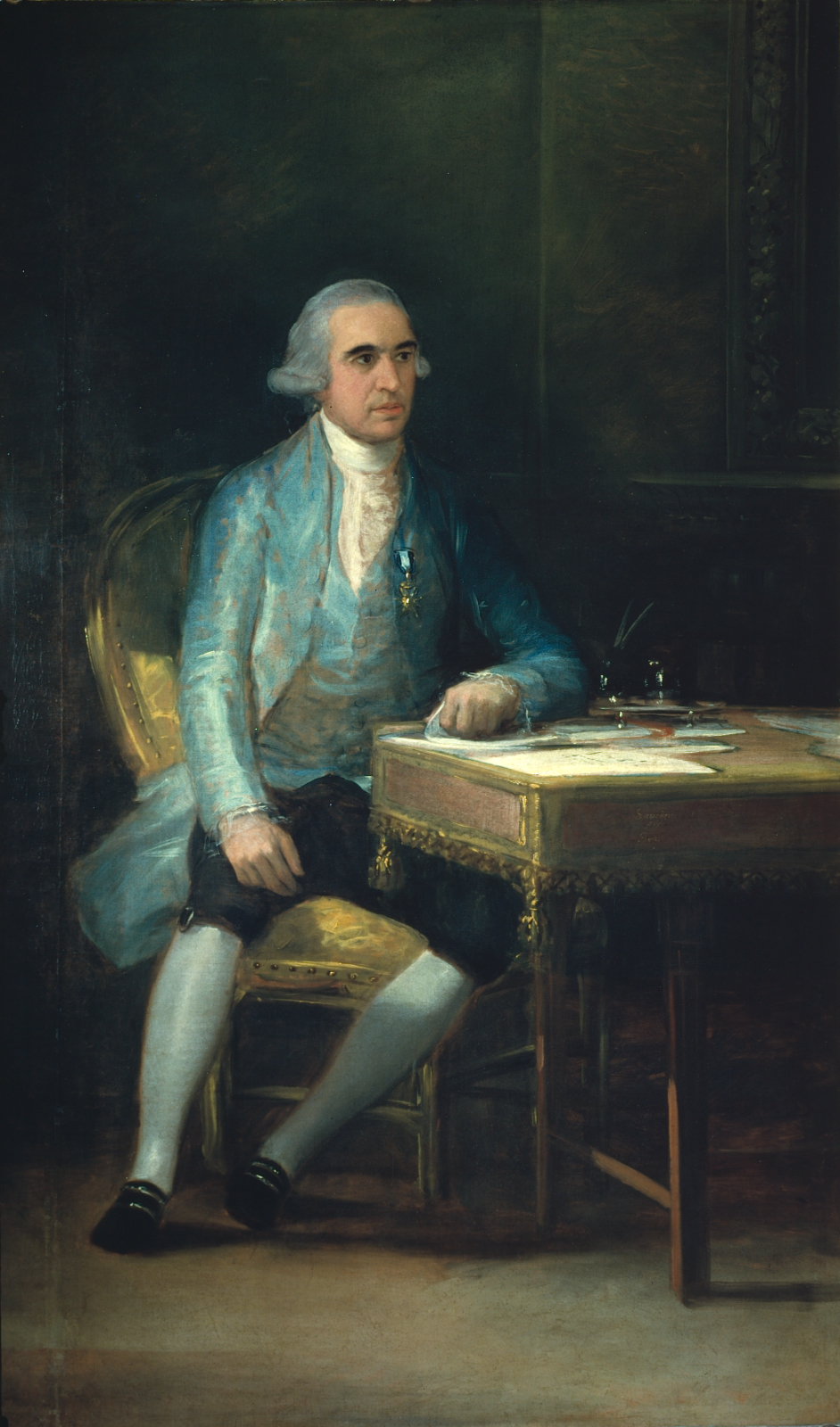
Francisco de Saavedra. Instituto de Arte Courtauld. Francisco de Goya. 1798. Saavedra presidió la Junta Suprema de Sevilla durante la Guerra de la Independencia.

El 27 de mayo de 1808, bajo la presidencia del prestigioso ex secretario de Estado Francisco de Saavedra, se creó la Junta de Sevilla, calificándose a sí misma como «Suprema Junta de Gobierno de España e Indias», lo que causó en otras juntas cierta desazón por lo presuntuoso del nombre; sin embargo, este nombre dio una imagen de unidad y de Sevilla como la capital de la España libre de los franceses. La Junta sevillana tuvo un periódico, la Gaceta Ministerial de Sevilla, donde daba cuenta de la formación de la Junta y sus actividades. Saavedra comenzó a reorganizar de inmediato el aparato del Estado, así como a establecer un orden jerárquico con las otras juntas peninsulares.
El 6 de junio, la Junta, bajo la presidencia de Saavedra, emitió la Declaración de Guerra al Emperador de Francia, Napoleón I.
A nivel internacional, decidieron enviar al militar Adrián Jácome de Ricardos, adepto al duque de Kent, y al jefe de escuadra, Juan Ruiz de Apodaca, a Londres a buscar la alianza con los ingleses. Estos salieron el 17 de junio del puerto de Cádiz en el navío inglés La Venganza. Al mismo tiempo envió a Cádiz a Eusebio de Herrera y Rojas, Pedro de Creus y Jiménez y Enrique Macdonell para hablar con el almirante Cuthbert Collingwood. También se estudió que Inglaterra ayudase a evacuar a los soldados españoles de la expedición española a Dinamarca, que habían sido enviados allí hace meses para ayudar a Napoleón. En el barco La Venganza iba también Rafael Lobo, al que se le dio la orden de pasar al Báltico para intentar ayudar a las tropas en territorio danés. La comisión llegó a Londres el 14 de julio de 1808, donde también estaban los delegados de Asturias desde hace un mes.
El 15 de junio se enviaron misivas a América para explicarles la ocupación española y la resistencia de Sevilla, antes de que Napoleón les diera su versión de los hechos. Al mismo tiempo, se pretendía mantener la lealtad de las distintas juntas creadas en Ultramar, recelosas ante los precipitados acontecimientos. A todo esto ayudó el gran prestigio de que gozaba en América el presidente de la Junta, tras su paso como comisionado regio e intendente por aquellas latitudes. El resultado fue un éxito, obteniéndose socorros económicos desde América y el mantenimiento del comercio con el puerto de Cádiz durante todo el conflicto.
El 1 de junio se envió a Portugal al comerciante Joaquín Rodríguez para que convenciera a los lusos de levantarse contra los franceses. Esto dio resultado. El 20 de junio, el general francés Jean-Andoche Junot desarmó a las tropas españolas en Lisboa. Sin embargo, 170 soldados voluntarios tarraconenses escaparon y, tras combatir con los franceses por el camino, llegaron a Sevilla. Los soldados españoles que había en Oporto, que aun eran más numerosos, partieron para Galicia. Los propios portugueses, sugeridos por la iniciativa, se rebelaron contra los franceses y enviaron a varios comisionados del Alentejo a tratar del asunto con la Junta sevillana y a pedir ayuda y ofrecieron, además, muchos puestos defensivos que tenían en el Guadiana. A comienzos de julio llegaron buenas noticias de Portugal. Todo el norte estaba en insurrección y en Oporto se había formado una Junta a semejanza de las españolas.

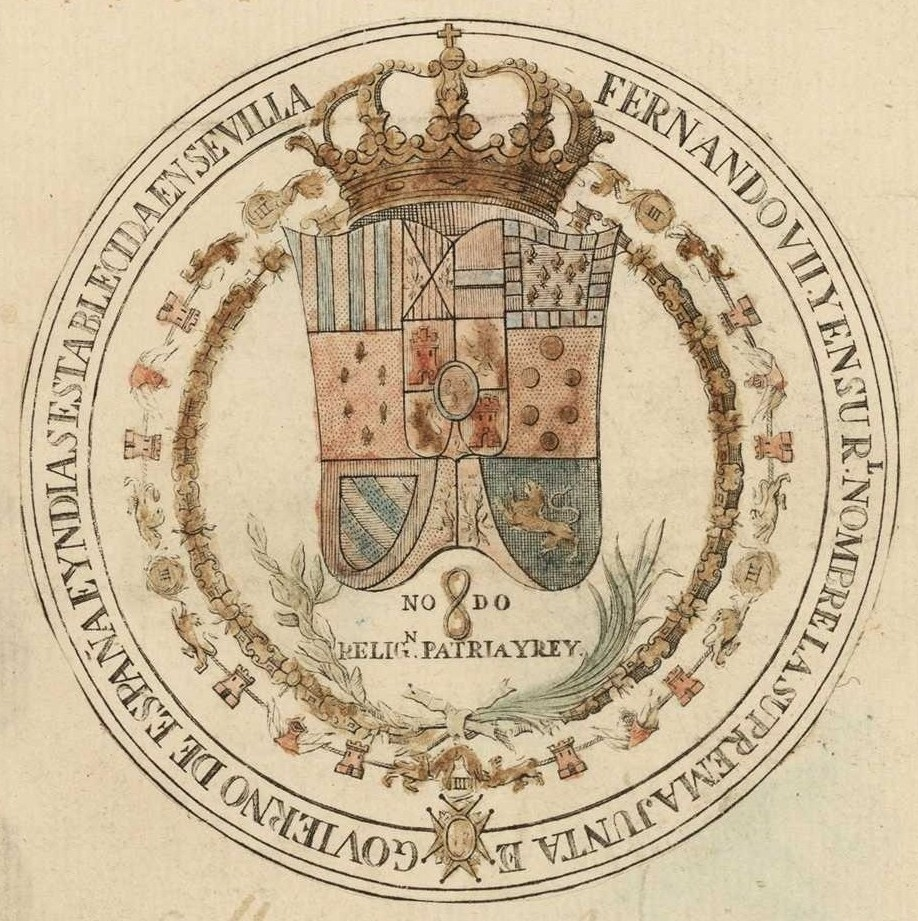
Sello de armas utilizado por la Junta de Sevilla en los papeles públicos.

Las tropas napoleónicas fueron descendiendo hacia el sur y ya pasaban Sierra Morena. Entonces la Junta sevillana envió infantería y caballería al comandante encargado de combatir a los franceses por aquella parte, Pedro Agustín Echévarri. Además, se envió un pequeño tren con artillería, municiones y mulas cargadas a la defensa de Andalucía. Los españoles serían derrotados en Alcolea, y la noticia llegaría a Sevilla el 8 de junio, generando alarma entre la población.
Sin embargo, en Sevilla, Francisco de Saavedra continuó con sus esfuerzos organizando tropas y cuestiones políticas. Decidió enviar una posta al que sería su amigo, el general Castaños, para que se apresurara en venir, nombrándolo comandante del Ejército. El general Castaños se detuvo en el pueblo malagueño de Ronda para tratar asuntos de auxilio con el gobernador británico de Gibraltar. Sin embargo, el correo no fue necesario, porque cuando iba a partir el general llegó a Sevilla y trató con el propio Saavedra de las operaciones que iba a llevar a cabo y decidieron marcharse ambos a Carmona, que fue punto de partida de muchas tropas y donde debían reunirse todas. Ambos diseñaron la estrategia militar para frenar al ejército francés.
En ese momento recibieron noticias de Cádiz sobre las acciones navales proyectadas por Saavedra contra la escuadra francesa de Rosilly. Por medio de la cual se obtiene en la batalla de la Poza de Santa Isabel la primera victoria sobre los franceses, hecho de especial relevancia que permitió subir el ánimo de las tropas españolas, aumentar la flota militar española, así como liberar para los españoles la estratégica bahía de Cádiz. Al poco tiempo se presentó Santiago Withingham, en nombre del almirante Collingwood y el general Spencer, ratificando la alianza británica, así como ofreciendo 6000 o 7000 hombres. No se hizo uso de este ofrecimiento pero a la Junta le sirvió de apoyo moral.
En Carmona se estaba formando un ejército de 24 000 hombres y 2000 caballos. Sin embargo, aún no se habían juntado suficientes para frenar a las tropas de Dupont, que contaba con 18 000 hombres. En El Puerto de Santa María habían desembarcado de 4000 a 5000 ingleses, que esperaban a ser más para atacar Portugal. Se escribieron cartas para que fueran interceptadas por el enemigo y se hizo correr la voz de que había un contingente de 14 000 a 15 000 ingleses en ayuda de los españoles. Posteriormente, se unieron al ejército cuerpos de Ronda, Cádiz y lanceros de Jerez de la Frontera. El presidente Saavedra regresó a Sevilla el 14 de junio, donde dijo a la Junta que el ejército iba ya por 18 000 hombres. Posteriormente, el grueso de las tropas españolas se trasladó a Utrera, donde se instaló el cuartel general. El ejército fue ampliándose con la participación de muchos municipios de Andalucía, como Ronda, Cádiz y Jerez de la Frontera.
La Junta Suprema de Valencia redactó un manifiesto el 16 de julio con el que el movimiento juntista justificaba la creación de la Junta Suprema Central, apelando a la iniciativa de otros países europeos también invadidos por el emperador galo. Del manifiesto, además, cabe reseñar la llamada a su constitución para poder recibir la ayuda británica de una manera más eficiente, el rechazo a la participación de las juntas locales y, en especial, el temor a la independencia de las colonias americanas.
A la Junta sevillana llegaban noticias positivas de toda España: la Junta de Asturias decía estar organizando un ejército de 20 000 hombres al mando de Joaquín de Navia-Osorio y Miranda, marqués de Santa Cruz de Marcenado, la Junta de Valencia aseguraba que sus fuerzas pasaban ya de 80 000 combatientes y la de Galicia decía que estaba formando a toda prisa uno de 40 000 a 50 000 hombres. En Cataluña, Aragón, Mallorca y Menorca también se organizó fuertemente la resistencia.
El 14 de julio llegó a la Junta de Sevilla un correo con noticias del ejército. Este se había reunido en Bujalance y marchó a Porcuna, donde el 11 se hallaban todos los generales. Allí se incorporaron y mezclaron las tropas de Sevilla con las de Granada, se formó el plan de ataque y se distribuyeron los mandos. Se trataba de un ejército de 32 000 hombres.
El 15 de julio llega a Sevilla un comisionado de la Junta de Galicia diciendo que las juntas de Galicia, León y Asturias están de acuerdo con crear una capital política y que se presentarían con sus representantes en el punto de reunión acordado. Sevilla contestó que estaba de acuerdo con ser el cuerpo central propuesto, y el comisionado de Galicia partió para Córdoba, Granada y Murcia.

#### La batalla de Bailén

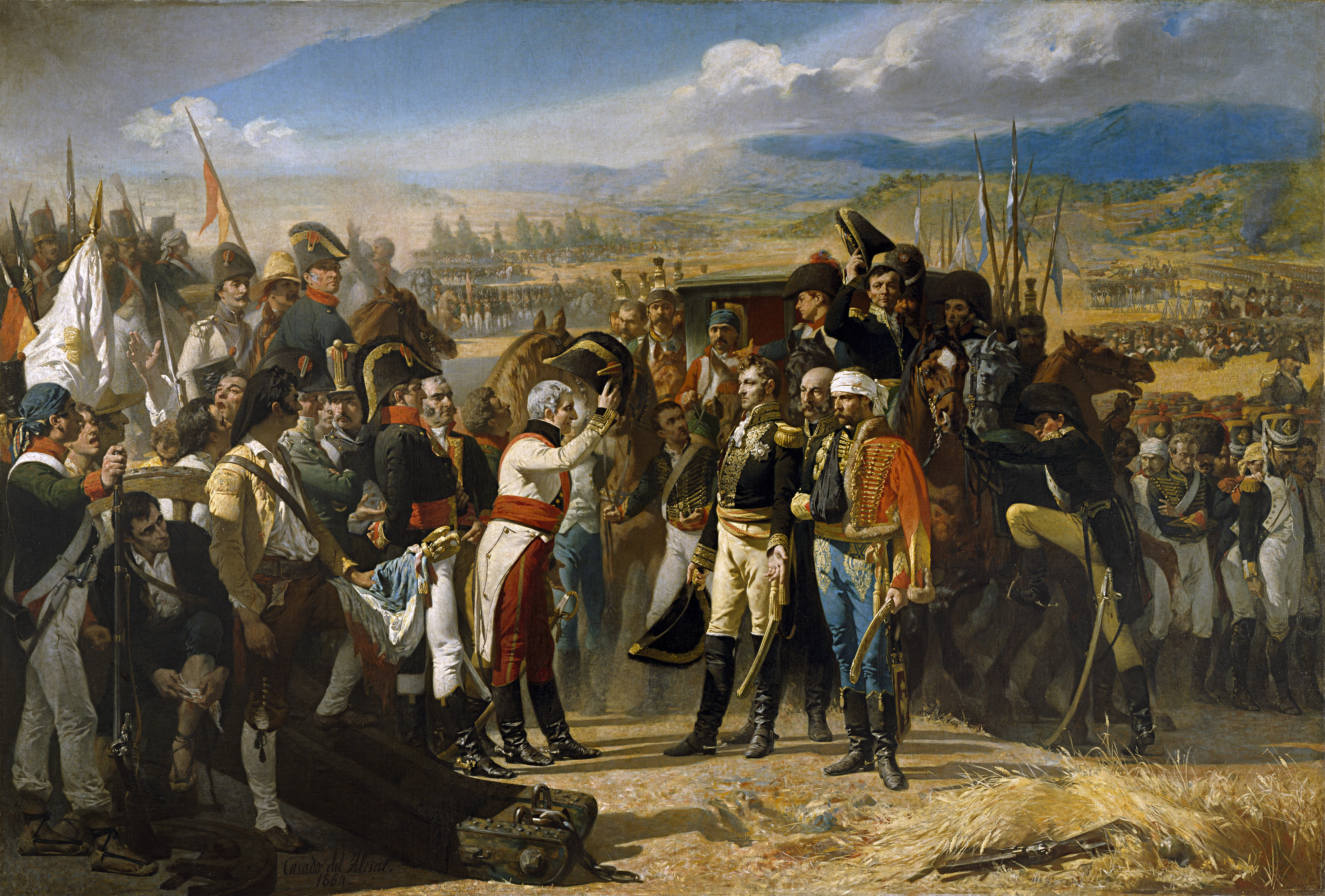
La rendición de Bailén. Museo del Prado. José Casado del Alisal. 1864

Las tropas españolas consiguieron derrotar a Dupont en la Batalla de Bailén, en Jaén, el 19 de julio de 1808. El 9 de agosto se celebró en la Catedral de Sevilla la gran función por la victoria de Bailén a la que asistió la Junta, el general, toda la oficialidad, y una multitud del pueblo. El 12 se celebraron exequias solemnes por los militares fallecidos en esa acción. Entretanto, la Junta se centró en formar un segundo ejército para auxiliar las operaciones del primero. Este participó en la Batalla de Somosierra.
Ante la trascendencia de la derrota, la primera en campo abierto del ejército imperial francés, Napoleón decidió mandar a su "Grande Armée" a finales de ese año. Mientras tanto, el pueblo y el ejército celebraron la victoria, dejándose llevar por la euforia y confiando en sus posibilidades.
Tras la victoria en la batalla de Bailén, el sentimiento patriota recorrió buena parte del país, haciendo caer en la trampa, no solo al pueblo, sino a muchos generales, de que la guerra ya estaba ganada. Sin embargo, esa importante victoria fue seguida por las derrotas en las batallas de Espinosa o de Gamonal.

## Junta Suprema Central y Gubernativa del Reino
Durante los meses posteriores al levantamiento de mayo de 1808, el enviado británico Charles Stuart desempeñó un papel diplomático relevante en España, buscando favorecer la creación de un órgano central que coordinara la resistencia contra Napoleón. Representante de su gobierno ante las juntas provinciales, tenía el encargo de garantizar la cooperación militar y política con Inglaterra y de supervisar la distribución de la ayuda británica armas, municiones y fondos que comenzaba a llegar al país. Stuart mantuvo contactos con las juntas de Galicia, Asturias, Sevilla y otras, mediando para reducir rivalidades y promoviendo un gobierno centralizado que facilitara la coordinación con el ejército expedicionario del Duque de Wellington. Aunque su labor coincidió con las negociaciones que llevaron a la formación de la Junta Central Suprema en septiembre de 1808, esta fue obra española, con Stuart actuando como facilitador y garante del respaldo británico. El reconocimiento inmediato de la Junta por parte de Londres y la promesa de apoyo continuo reforzaron su legitimidad internacional.
Dos fueron los lugares en los que, a mediados de septiembre, fueron reuniéndose los diputados tras debatir y acordar los propósitos reflejados en el manifiesto de la Junta de Valencia: Madrid, la capital del Reino, y Aranjuez. Los representantes de Aragón, Asturias, Cataluña y Valencia decidieron que la Junta Central tuviera la misma sede que las autoridades monárquicas, mientras que los diputados de Murcia, Extremadura y de Andalucía no aceptaban compartir base con el Consejo de Castilla. Finalmente, tras intermediaciones entre el príncipe Pío y el conde de Floridablanca, acabaron trasladándose a Aranjuez, erigiéndose el Real Sitio como el centro de la Junta.
El 11 de agosto el Consejo de Castilla declaró nulas las abdicaciones de Bayona.
El 25 de septiembre de 1808, en una ceremonia celebrada en la capilla del Palacio Real de Aranjuez, ante Juan Acisclo de Vera, arzobispo de Laodicea, se constituyó oficialmente la Junta Suprema Central y Gubernativa del Reino. La Junta Central quedó formada por dos diputados procedentes de cada junta de las capitales de los antiguos reinos, 
tal como quedó decidido en la reunión llevada a cabo el día anterior en la posada en la que se hospedaba el conde de Floridablanca, a la postre, presidente de la tratada Junta. Tenía 35 miembros en total.
El 1 de octubre de 1808 se eligió como presidente de la Junta al conde de Floridablanca. Tras su fallecimiento, el 30 de diciembre de 1808, fue sucedido por el marqués de Astorga. Al terminar su mandato, fue sucedido por el arzobispo de Laodicea, que fue presidente entre el 1 de noviembre de 1809 y el 31 de enero de 1810.

### Junta Suprema Central en América
La Junta también acordó que los "reinos de Ultramar" enviarían un representante, puesto que la Junta Central reconoció que jurídicamente los dominios americanos no eran colonias, sino reinos, los cuales se constituían como provincias integrales de la Monarquía española y que se les debía reconocer el derecho de representación en el gobierno español, desarrollando una relación de igualdad entre la Metrópoli y sus dominios de ultramar, algo que ninguna otra potencia europea logró desarrollar. Estos "reinos" fueron definidos como "los Virreinatos de Nueva España, Perú, Nuevo Reino de Granada y Buenos Aires, y las capitanías generales independientes de la isla de Cuba, Puerto Rico, Guatemala, Chile, Venezuela y 
Filipinas" en la Real Orden de la Junta de 22 de enero de 1809.

"Considerando que los vastos y preciosos dominios que España posee en las Indias no son propiamente colonias o factorías como los de otras naciones, sino una parte esencial e integrante de la monarquía española…, se ha servido S. M. declarar… que los reinos, provincias e islas que forman los referidos dominios deben tener representación nacional inmediata a su real persona y constituir parte de la Junta Central… por medio de sus correspondientes diputados. Para que tenga efecto esta real resolución, han de nombrar los Virreynatos de Nueva España, Perú, Nuevo Reyno de Granada y Buenos Aires, y las Capitanías Generales independientes de la isla de Cuba, Puerto Rico, Guatemala, Chile, Provincia de Venezuela y Filipinas un individuo cada cual que represente su respectivo distrito"

Este esquema fue criticado en América por proporcionar una representación desigual a los territorios de ultramar. Varias ciudades importantes y grandes quedaron sin representación directa en la Junta Suprema Central. En particular, Quito y Charcas, que se veían a sí mismas como las capitales de reinos, resentían ser subsumidas en el "reino" más grande de Perú. Este malestar en las elites criollas, junto al miedo en el pueblo llano de que las autoridades españolas pudieran entregar América a los franceses (tras noticias de que el ejército napoleónico volvió a ocupar Madrid), condujo al establecimiento de juntas en estas ciudades en 1809, que finalmente fueron anuladas por las autoridades en el año. (Ver, Guerra de Independencia de Ecuador y Guerra de Independencia de Bolivia). Sin embargo, a principios de 1809 los gobiernos de las capitales de los virreinatos y capitanías generales eligieron representantes a la Junta, aunque ninguno llegó a tiempo para servir en ella. Pese a ello, para evitar el problema de la representatividad desigual, las elecciones americanas de representantes a la Junta se hicieron bajo los procedimientos electorales existentes entre las corporaciones coloniales, siguiendo principios y prácticas medievales del tradicionalismo hispánico. Por ejemplo, los miembros del ayuntamiento de Guadalajara (del mismo modo que los representantes de otras ciudades que tuvieron la protestad de elegir un diputado) consultaron ampliamente y recibieron recomendaciones de representantes de otras ciudades y pueblos de la intendencia en la que se encontraban, a su vez que acordaron los regidores «que se difiera esta elección para el día de mañana, a fin de que los regidores refleccionaran sobre tan importante asunto, y se convoque a la sesión, a los regidores, Alférez Real y Fiel Ejecutor que no concurrieron a esta».
La Junta Central estuvo vigente hasta el 30 de enero de 1810. Al disolverse la Junta, fue creado el Consejo de Regencia de España e Indias, a partir del cual, tras la pérdida casi completa del territorio peninsular durante la Guerra de Independencia Española, se formaron las Cortes de Cádiz, que acabaron redactando la Constitución Española de 1812.

### Miembros de la Junta Central
Lista de los individuos que compusieron la Junta Suprema Central Gubernativa del Reino, por el orden alfabético de las provincias que los nombraron.
| Por Aragón: - Francisco Palafox y Melci - Lorenzo Calvo de Rozas Por Asturias: - Gaspar Melchor de Jovellanos - El marqués de Campo Sagrado Por Canarias: - El marqués de Villanueva del Prado Por Castilla la Vieja: - Lorenzo Bonifaz y Quintano - Francisco Javier Caro Por Cataluña: - El marqués de Villel - José Francisco Ferrer de Llupiá, barón de Sabasona Por Córdoba: - El marqués de la Puebla de los Infantes - Juan de Dios Gutiérrez Rabé Por Extremadura: - Martín de Garay - Félix Ovalle Por Galicia: - Pedro Cisneros de Castro y Ulloa, conde de Gimonde - Antonio Aballe Por Granada: - Rodrigo Riquelme - Luis de Funes Por Jaén: - Francisco Castanedo - Sebastián de Jocano |  | Por León: - Joaquín Flórez-Osorio y Teijeiro de la Carrera, VI vizconde de Quintanilla de Flórez - Antonio Valdés y Fernández Bazán Por Madrid: - Vicente Joaquín Osorio de Moscoso y Guzmán, conde de Altamira y marqués de Astorga. Fue presidente de la Junta Central. - Pedro de Silva y Sarmiento de Alagón Por Mallorca: - Tomas de Veri y Togores - Josep de Togores y Sanglada, conde de Ayamans Por Murcia: - El conde de Floridablanca. Fue presidente de la Junta Central. El cargo pasó al marqués de San Mamés, aunque no ejerció. - El marqués del Villar Por Navarra: - Miguel de Balanza - Carlos de Amatria Por Sevilla: - Juan Acisclo de Vera y Delgado, arzobispo de Laodicea y después obispo de Cádiz. Fue presidente de la Junta Central. - El conde de Tilly Por Toledo: - Pedro de Ribero - José García de la Torre Por Valencia: - El conde de Contamina - Príncipe Pío. El cargo pasó a Pedro Caro y Sureda, marqués de la Romana Portero: - Lorenzo Bonavia |  |

### Evolución de la Junta Central durante la Guerra de la Independencia Española
Ya desde sus comienzos, en la sesión que la Junta celebró el 7 de octubre de 1808, fue propuesta una convocatoria de Cortes que, según el decreto de 5 de mayo de Fernando VII, debía nombrar una regencia que albergara la soberanía del rey durante su ausencia. Sin embargo, esta proposición fue desestimada por un gran sector de ésta, pues no solo suponía un largo estudio, con la consecuente pérdida de tiempo, sino que, teniendo a la susodicha Regencia, apenas podrían aprovecharse del poder concentrado de que presumían desde apenas hacía unos días. Es más, debido a los encontronazos pasados con el Consejo de Castilla, se autoimpuso el cumplimiento de dicho decreto, por el que ordenaba el trato de Majestad a organismos e individuos ajenos. El príncipe Pío falleció en Aranjuez en 1808 y el cargo fue ocupado por el marqués de la Romana.
Napoleón llegó a España con nuevas tropas el 6 de noviembre de 1808. El 30 de noviembre las tropas españolas fueron derrotadas en la Batalla de Somosierra y el 2 de diciembre la Junta abandonó Aranjuez. Se trasladó a Talavera de la Reina, en Castilla-La Mancha, donde celebró dos sesiones. Luego se trasladó a Trujillo, en Extremadura, donde estuvo cuatro días. El 16 de diciembre la Junta se trasladó a Sevilla.
En los meses que siguieron a su fundación, la Junta se encargó de organizar al país y la guerra, entre cuyos actos destacan la fijación de los tributos de guerra, el establecimiento del «Ejército de la Mancha», mandado por el general Aréizaga, y la firma del tratado Apodaca-Canning de alianza con Gran Bretaña (14 de enero de 1809). La Junta central marcó un punto de ruptura con el régimen centralista borbónico al repartir la soberanía con América al otorgar representación soberana a los pueblos americanos en la real orden de 22 de enero de 1809. Sin embargo la proporcionalidad de los representantes americanos fue ampliamente discutida.
En Sevilla, el 15 de abril de 1809, el diputado Lorenzo Calvo de Rozas elaboró una propuesta de "convocatoria de las Cortes y elaboración constitucional" que, al contrario que la primera, fue bastante bien acogida. Durante las siguientes semanas, la propuesta se convirtió en un Real Decreto, al que se le había adjuntado un pequeño manifiesto en el que se declaraban las intenciones que debían llevar los diputados de las ya mencionadas Cortes Constitucionales. [cita requerida] Este Real Decreto, con fecha de 22 de mayo de 1809, proponía oficialmente la celebración de esta asamblea constituyente para el año 1810, además de la creación de una "Comisión de Cortes", presidida por Jovellanos, que prepararía las reformas necesarias para poder llevar a término las Cortes.
El 1 de enero de 1810, la Junta Central convocó Cortes por medio de la Instrucción que deberá observarse para la elección de Diputados de Cortes.
El 23 de enero de 1810 la Junta se trasladó a la Isla de León, al municipio llamado a partir de 1813 como San Fernando.
La Junta Central, en nombre del rey, decidió poner fecha a la composición de las Cortes, en un principio, el 1 de marzo. El 29 de enero se expidió el último decreto de la Suprema Junta, por el cual, ésta se disolvía y daba paso a la instauración del Consejo de Regencia de España e Indias, que acabaría organizando las Cortes, según el mandato que llevaba. Aunque hubo miembros de la Regencia que se cuestionaron si unas Cortes, siendo extraordinarias, constituidas con diputados suplentes, tenían la capacidad de desarrollo de una asamblea nacional constituyente, finalmente acataron el mandato y la Regencia convocó que las Cortes se reunieran en septiembre de 1810. Por último, el decreto de disolución quedó extraviado, desconociéndose el alcance de su mandato, encontrándose uno de los supuestos originales el 31 de octubre de 1810, remitido por José María Blanco White, que afirmaba haberlo recibido de una de sus amistades, según refirió Miguel de Lardizábal, uno de los miembros de la Regencia.

## Consejo de Regencia de España e Indias
El Consejo de Regencia de España e Indias, o Regencia de España, se instaló finalmente el 31 de enero de 1810, y como su nombre lo indica, representaba el órgano de gobierno y se atribuía igual autoridad que el rey Fernando VII, titulándose "Su Majestad", y tuvo como misión la organización de las Cortes Constituyentes. La Suprema Regencia, como también se la conocía, tuvo que ser creada en Cádiz, último lugar de refugio de la Junta Suprema, desacreditada tras la derrota en Ocaña.
La regencia estuvo compuesta por cinco miembros, ninguno de ellos miembro de la Junta Central, y un representante de las colonias americanas. Estos fueron el general Castaños, los consejeros de Estado Antonio de Escaño y Francisco Saavedra, el obispo de Orense, Pedro de Quevedo y Quintano y, por parte de las Américas, Esteban Fernández de León, quienes, oficialmente, instalarían el Consejo de Regencia el 2 de febrero. Sin embargo, el miembro americano, el mismo día de la constitución del consejo debió ser suplido por su compañero Miguel de Lardizábal y Uribe con el pretexto de que no había nacido en América y, además, la regencia no acabó por completarse hasta que monseñor Quevedo pudo presentarse, cuatro meses más tarde, si bien, al hallarse tres de los regentes, el mínimo requerido por la propia Junta, ésta podía desempeñar su labor.

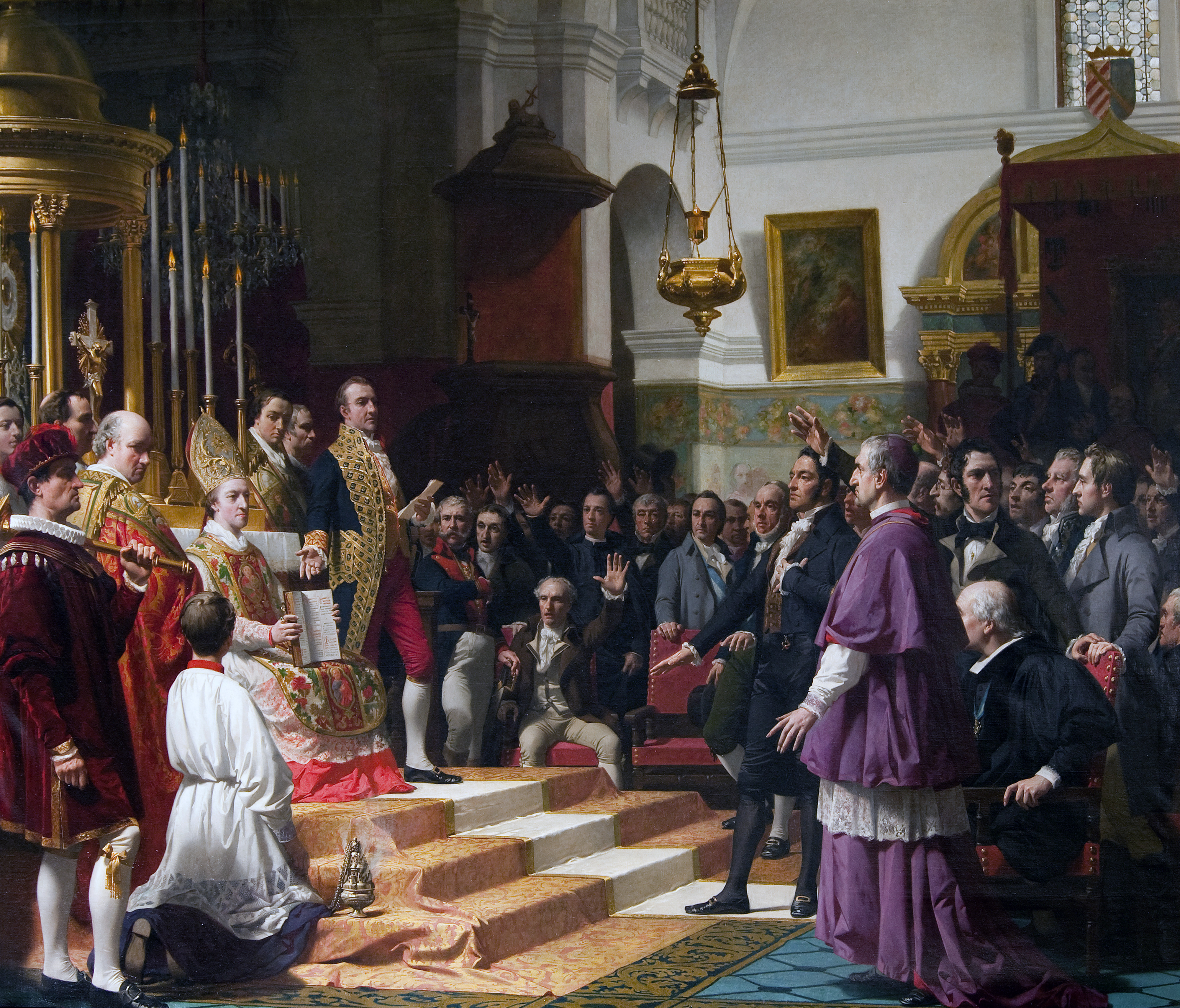
El juramento de las Cortes de Cádiz de 1810. Congreso de los Diputados de España. José Casado del Alisal. 1863

Dicha labor, casi reducida a la convocatoria de Cortes, fue muchísimo más polémica por causa de los intereses de los liberales, que pretendían componer una única cámara, a pesar de la propuesta, defendida por Jovellanos entre muchos otros, de una convocatoria estamental, como fue decidido por la Junta Central. De forma que se rechazaba la apropiación de la soberanía del rey y al mismo tiempo de representación de la nación y se la acusaba de nulidad por su democratismo, por dejar de convocar los estamentos del Clero o de la nobleza, y además, mediante el artificio de diputados suplentes, sustituir a los verdaderos representantes de las provincias de la nación. Sin embargo, se sospechó y se acabó por confirmar la manipulación liberal, pues, aunque se excusaron en la falta de tiempo por la convocatoria, se descubrió que una nota en la publicación de la convocatoria acerca de la participación de la Iglesia y la Nobleza no había sido mandada. Finalmente y a pesar de la disputa, puesto que nobles y religiosos formaron parte de las representaciones provinciales, decidió mantenerse el sistema unicameral.
La instalación se llevó a cabo mientras la mayor parte del territorio de la España peninsular estaba bajo la invasión de Napoleón Bonaparte y las comunicaciones marítimas con la España americana permanecían bloqueadas. Ya resueltos los principales problemas y llegados a la Real Isla de León todos los diputados de las Cortes, en una ceremonia celebrada en la Iglesia Mayor de San Pedro y San Pablo ante monseñor Pedro de Quevedo (que también hizo las veces de presidente regente), el 24 de septiembre de 1810 quedaron al fin constituidas las Cortes Generales, que acabarían por redactar la primera constitución de España. Desde el 24 de febrero de 1811 se reunieron en el Oratorio de San Felipe Neri de Cádiz.
La Regencia y las Cortes no fueron reconocidas por las Juntas americanas, y estas a su vez fueron consideradas en rebelión.

### Tercera Junta de regencia
Durante el período comprendido entre el 2 de enero de 1812 y el 8 de marzo de 1813, presidida por Joaquín de Mosquera y Figueroa, siendo los vocales: Juan María de Villavicencio, Pedro Alcántara de Toledo y Salm-Salm (duque del Infantado), Enrique O'Donnell Anethan (conde de La Bisbal y de Lucena), Ignacio Rodríguez de Rivas y Juan Pérez Villamil.
Esta promulga la Constitución de Cádiz el 19 de marzo de 1812, encargándose de su publicación los magistrados Juan María de Villavicencio e Ignacio Rodríguez de Rivas.
A partir del 14 de octubre de 1813 las reuniones tuvieron lugar en el Convento de las Carmelitas de la Isla de León. El 15 de enero de 1814 se trasladaron a Madrid, donde se reunieron primero en el Teatro de los Caños del Peral y luego en el Convento de María de Aragón (actual Senado).

## Referencias

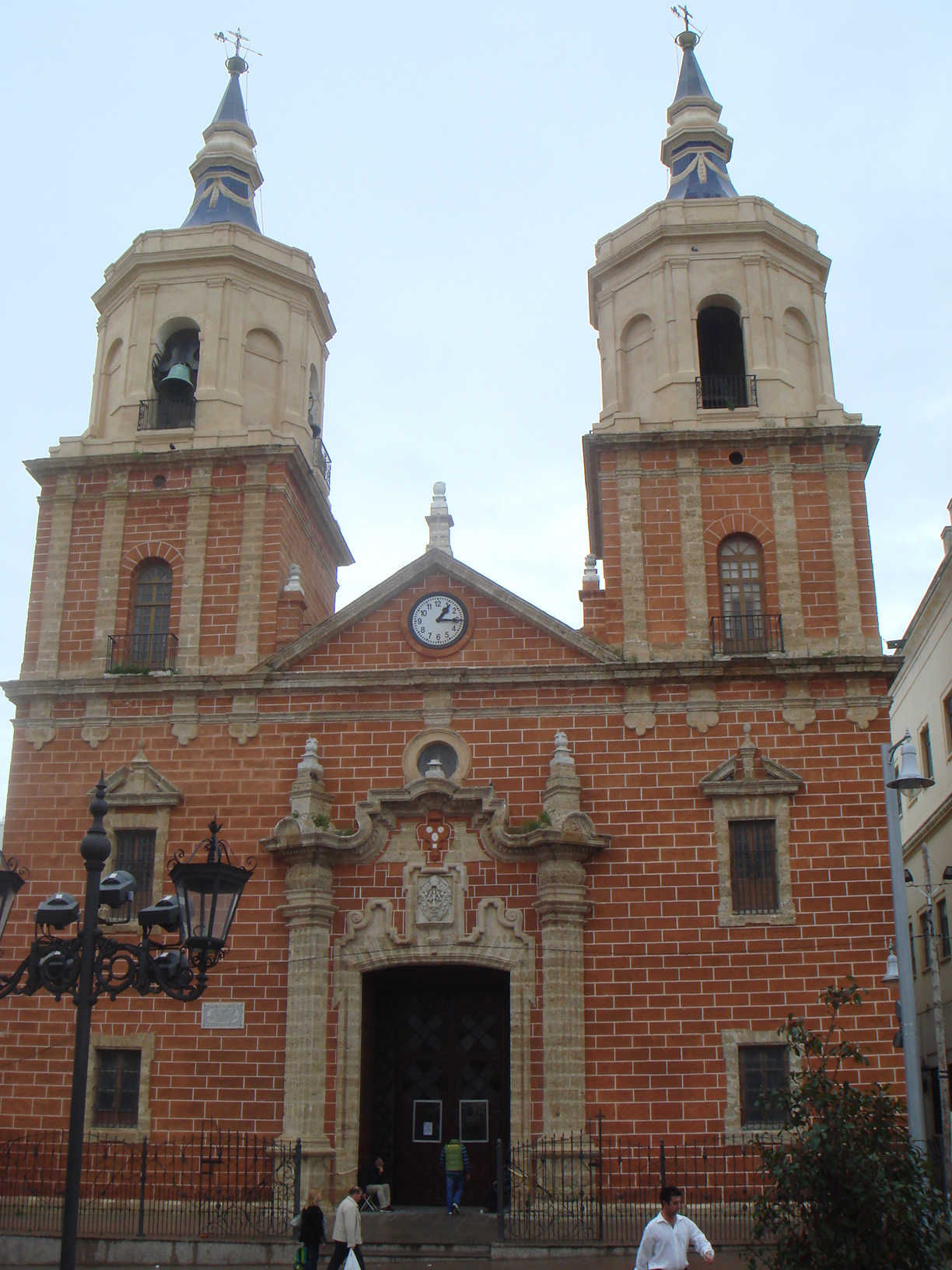
Fachada de la Iglesia Mayor Parroquial de San Fernando, donde tuvo lugar la ceremonia con la que se inauguraron las Cortes de Cádiz